# Miguel Morales Calvo Encalada
Miguel Morales Calvo Encalada; (* Santiago, 1773 - † 1835. Defensor de la causa Patriota.

## Actividades Públicas
- Miembro de la Asamblea que firmó el Acta de Autoridad Provisoria (1811).
- Diputado suplente al primer Congreso Nacional, representando a Santiago (1811), asumió el 20 de septiembre de 1811 en reemplazo de Joaquín Echeverría Larraín.

- "Anales de la República: textos constitucionales de Chile y registros de los ciudadanos que han integrado los Poderes Ejecutivo y Legislativo, desde 1810", Luis Valencia Aravia, Editorial Andrés Bello, 1986, 2.ª Edición.